# Крали Бимбалов
Крали Пейчев Бимбалов е български състезател по борба класически стил.

## Биография
Роден е на 1 ноември 1934 година в средецкото село Факия.
Завоюва сребърен медал на летните олимпийски игри в Рим през 1960 година. Същата година се класира на 3-то място в конкурса за Спортист на годината на България.
През 2000 година е направен посмъртно почетен гражданин на Бургас.